# Вульвіт
Вульві́т (лат. vulvitis) — запалення вульви. Неспецифічний вульвіт частіше зустрічається у дівчат та жінок літнього віку, що пов'язано з анатомо-фізіологічними особливостями організму в ці періоди життя[якими?]. Специфічний вульвіт викликають трихомонади, гонококи, хламідії, вкрай рідко мікобактерії туберкульозу.

## Виникнення, симптоми та перебіг
Виникненню вульвіту сприяють такі захворювання, як цукровий діабет, дерматози, анемія, гіповітаміноз, алергічні, інфекційні та вірусні хвороби, ентеробіоз та ін, а також травми, термічні і хімічні впливи.
Первинний вульвіт зустрічається рідко, і може бути проявом алергічної реакції організму або наслідком травми або поранення вульви з наступним інфікуванням, а також дії термічних та хімічних чинників. Найчастіше вульвіт виникає ще в результаті подразнення зовнішніх статевих органів патологічними вагінальними виділеннями.
Гострий вульвіт проявляється печінням і свербінням в області вульви, хворобливістю при ходьбі і сечовипусканні. При огляді зовнішніх статевих органів під час гінекологічного дослідження виявляють дифузне почервоніння шкіри та слизової оболонки вульви, гіперемію і набряклість голівки клітора, іноді гіпертрофію малих статевих губ. При несвоєчасному або неадекватному лікуванні захворювання може перейти в хронічну форму. Хронічний вульвіт протікає з частими рецидивами. У дівчаток раннього віку[якого?] після перенесеного вульвіту можуть утворитися зрощення малих статевих губ (синехії).

## Лікування
Лікування полягає в усуненні причини захворювання і факторів, що сприяють її виникненню. При гострому вульвіті і загостренні хронічного вульвіту рекомендовано туалет зовнішніх статевих органів (2-3 рази на день) відварами ромашки, череди, розчином фурациліну (1:5000), дотримання дієти з виключенням гострих страв. Доцільно призначення десенсибілізуючих препаратів. За наявності синехій їх розділяють тупим шляхом[що це?] і потім застосовують мазі з додаванням естрогенів.
Прогноз при своєчасному та адекватному лікуванні сприятливий. Профілактика полягає у своєчасному лікуванні гінекологічних та екстрагенітальних захворювань, а також дотриманні правил особистої гігієни.
| Жіноча репродуктивна система | Це незавершена стаття з гінекології. Ви можете допомогти проєкту, виправивши або дописавши її. |